# Małaja Szormanga
Małaja Szormanga (ros. Малая Шорманга) – wieś (dieriewnia) w Rosji, w rejonie czerepowieckim obwodu wołogodzkiego. W 2010 liczyła 9 mieszkańców.